# Adolf-Reichwein-Gymnasium Heusenstamm
Das Adolf-Reichwein-Gymnasium (kurz: ARG) ist ein Gymnasium in Heusenstamm. Es ist nach dem deutschen Pädagogen und Widerstandskämpfer gegen den Nationalsozialismus Adolf Reichwein benannt.

## Geschichte
Das Adolf-Reichwein-Gymnasium wurde am 1. Dezember 1966 eröffnet. Zu Beginn umfasste es lediglich zwei Klassen mit je 20  Schülern der Jahrgangsstufe 7 sowie fünf Lehrkräfte.
Das erste Schulgebäude, der heutige A-Bau, wurde 1970 fertiggestellt; zuvor waren die Schulklassen auf dem Gelände der benachbarten Adolf-Reichwein-Schule untergebracht. Mit dem Anwachsen der Schülerzahlen zum Schuljahr 1979/80 wurde eine Erweiterung der Schule notwendig, die zum Bau eines weiteren Schulgebäudes, des B-Baus, führte. Im Jahr 1993 folgte schließlich der Neubau eines speziell auf die Naturwissenschaften zugeschnittenen Gebäudes, des C-Baus.
Das Adolf-Reichwein-Gymnasium ist eine der wenigen Schulen in Hessen, welche über eine voll ausgerüstete Sternwarte verfügt. Daher ist diese zentraler Bestandteil im Logo des Gymnasiums. Betrieben wird die Sternwarte vom Verein „Sternfreunde Kreis Offenbach“.

## Bildergalerie

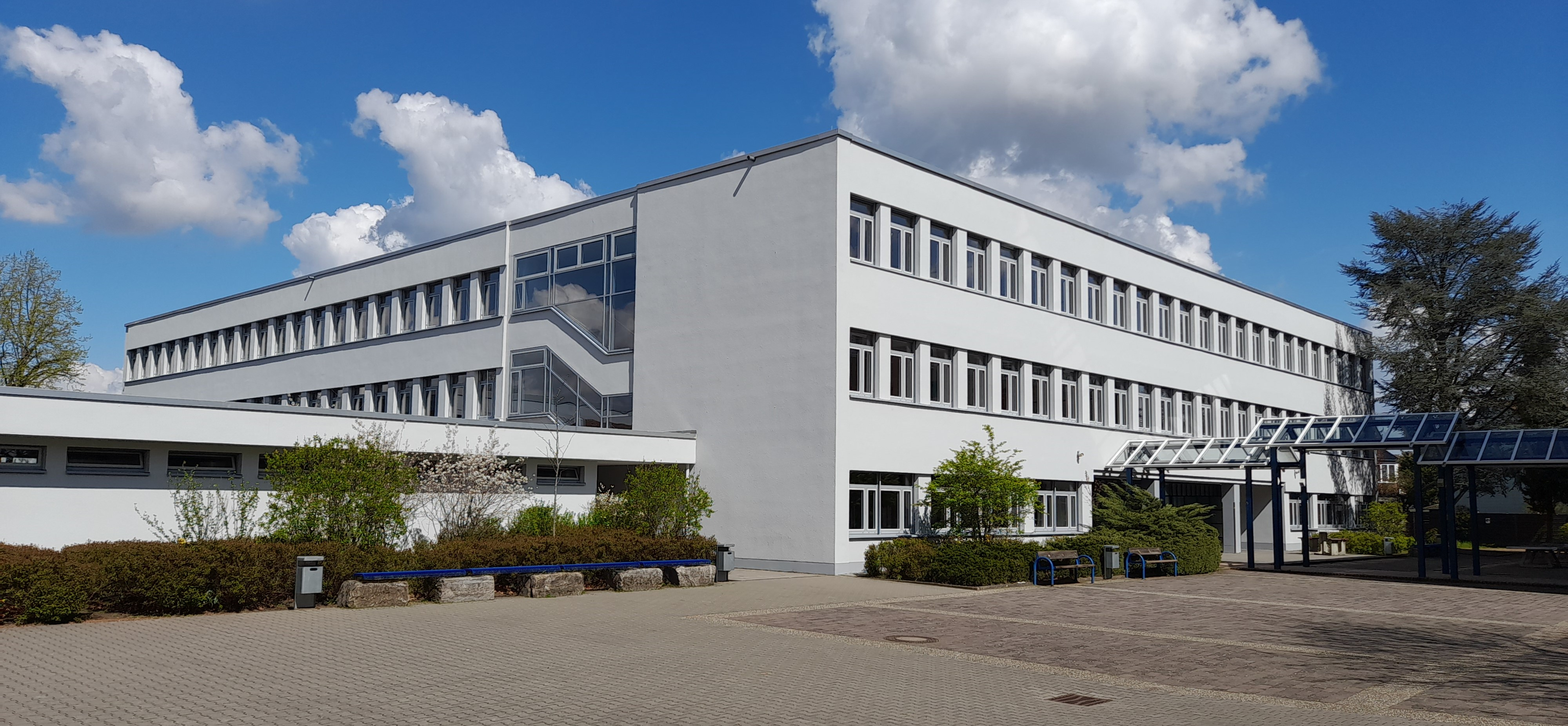
A-Bau (beherbergt Klassenräume für Unter- und Mittelstufe)
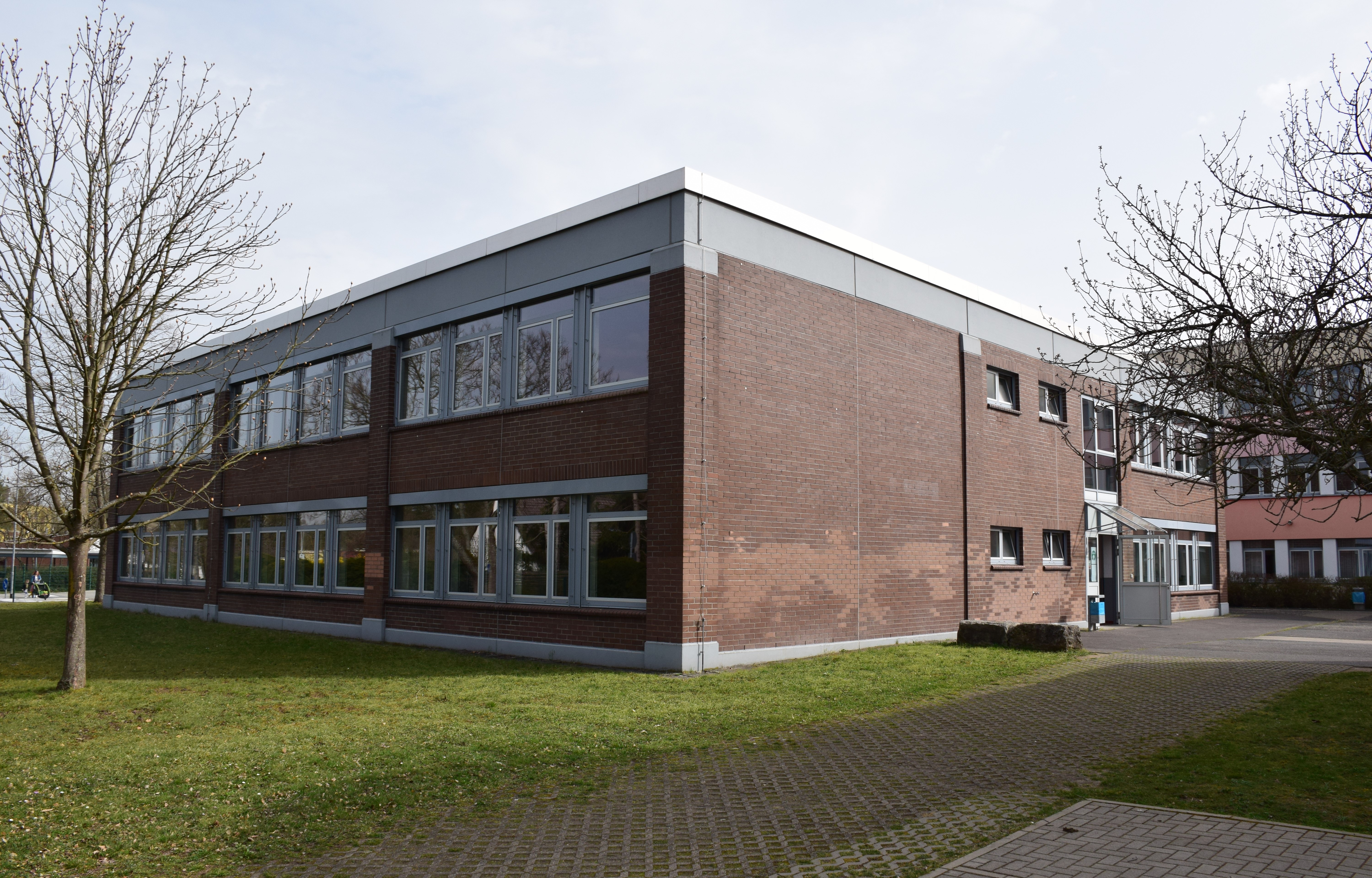
B-Bau (beherbergt Kursräume für die Oberstufe)
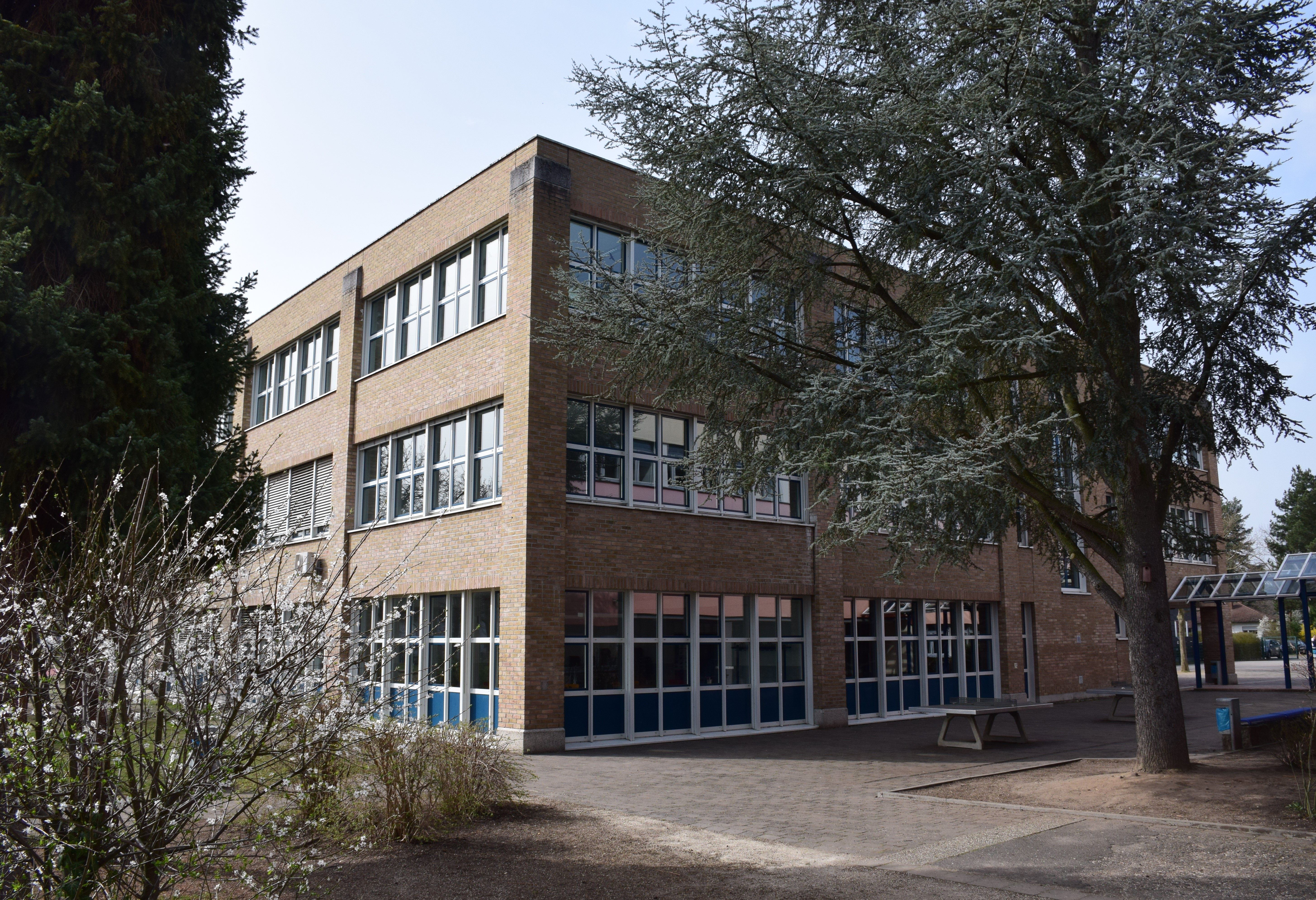
C-Bau (beherbergt Aula, Mensa & Räume für Musik, Informatik und die Naturwissenschaften)
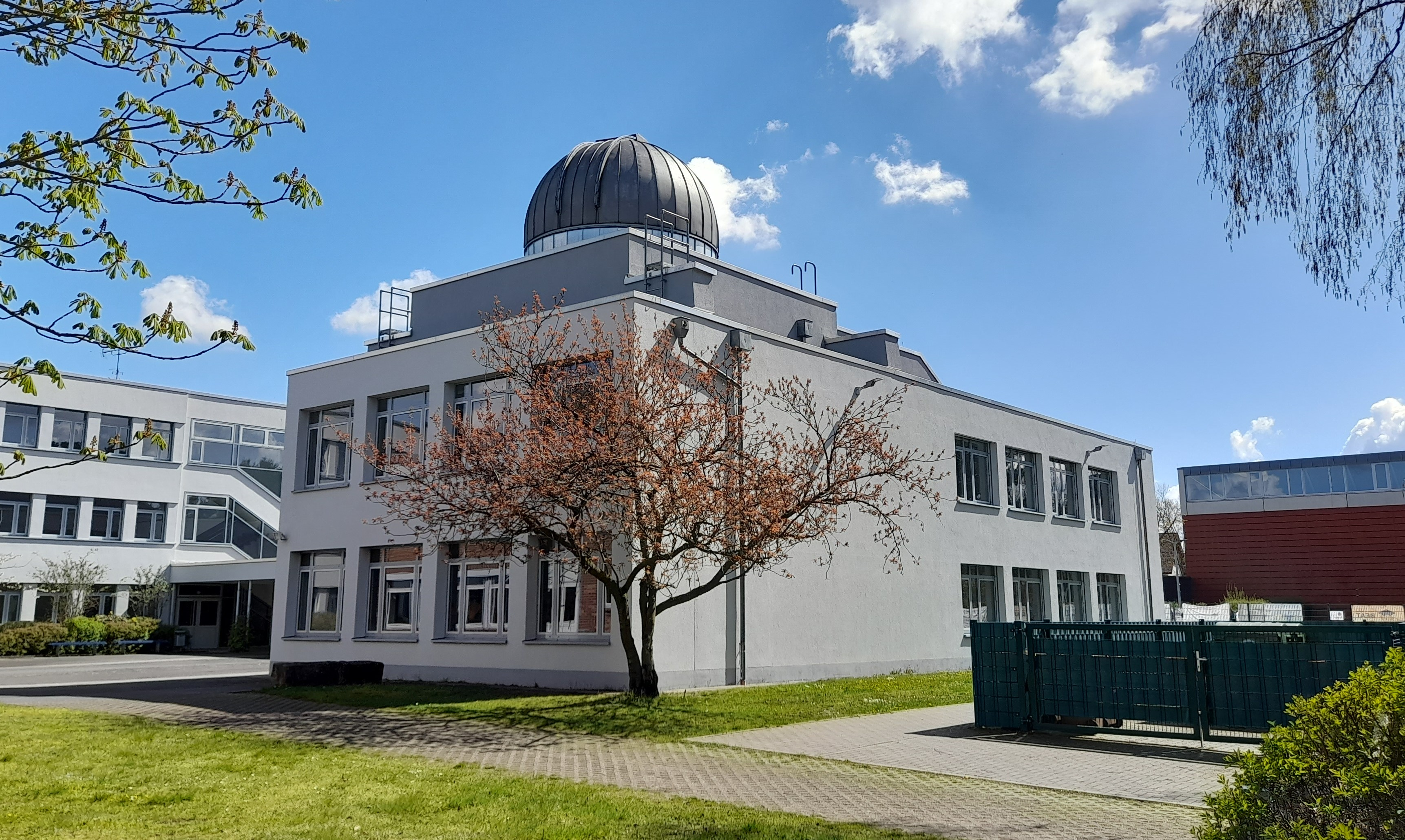
K-Bau (beherbergt Kunsträume sowie die Sternwarte)
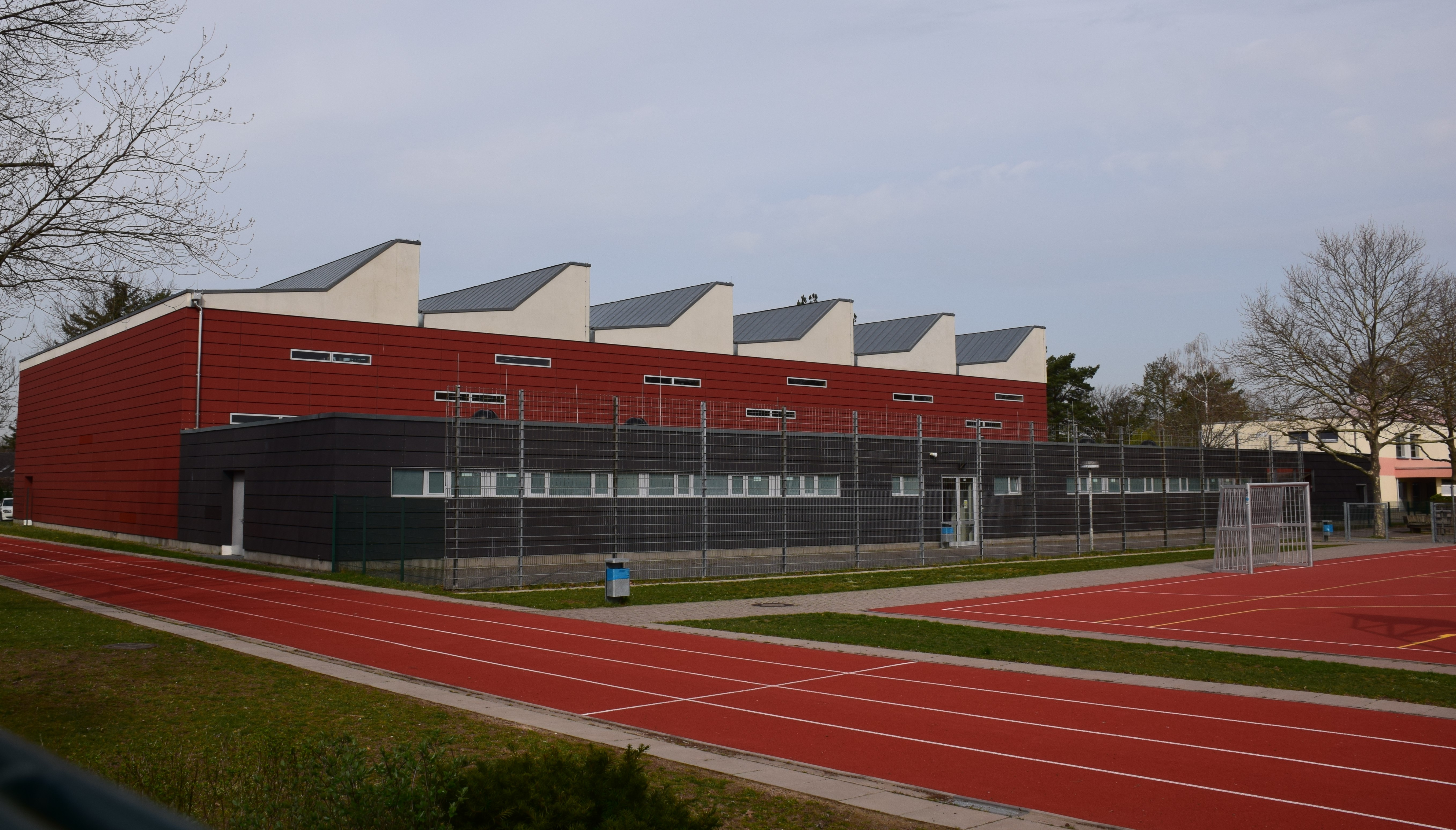
Sporthalle
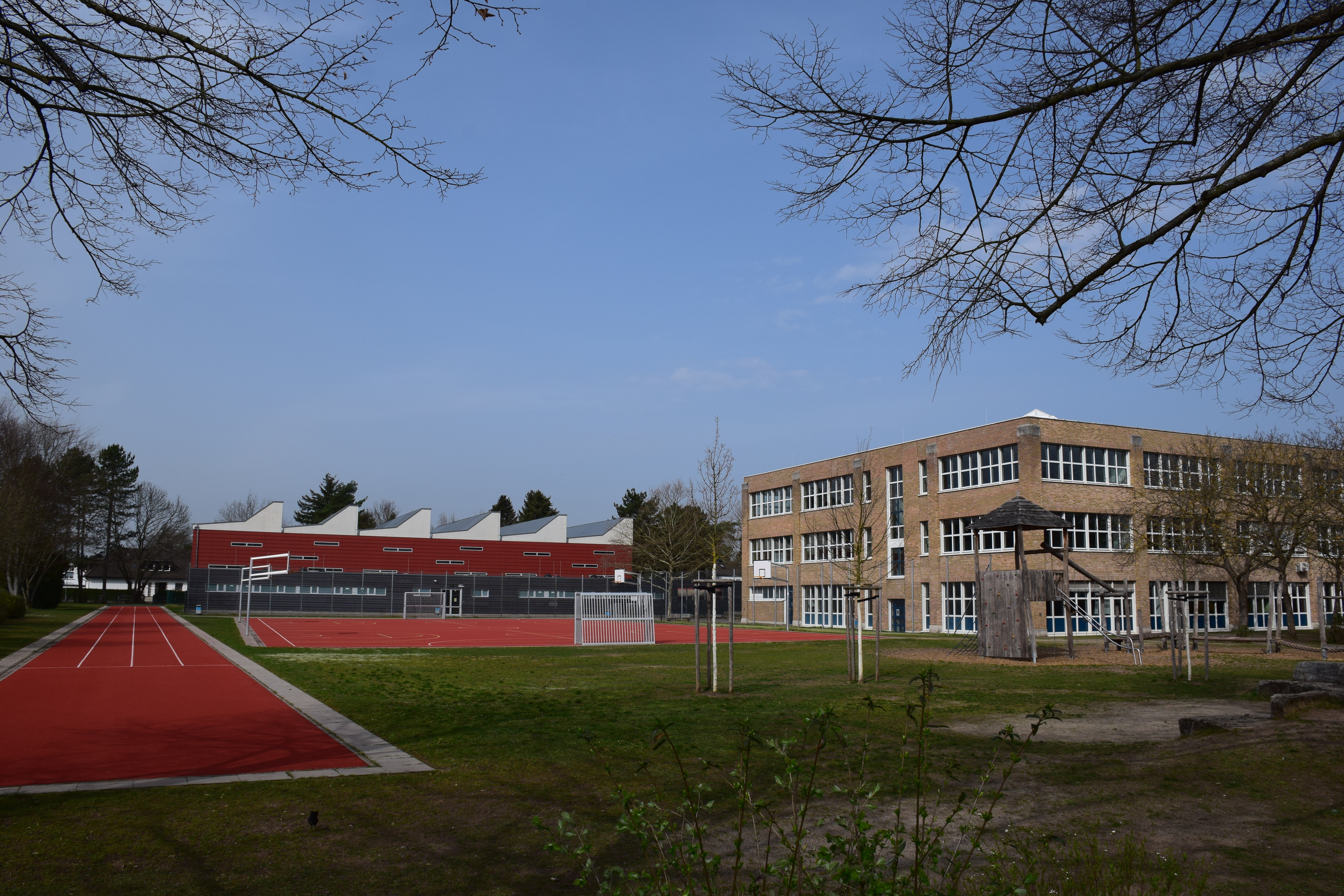
Sportplatz mit Laufbahn sowie Fußball- und Basketballfeldern

## Schüleraustausch
Das Adolf-Reichwein-Gymnasium pflegt Partnerschaften mit drei anderen Schulen aus Tonbridge (England), La Verpillière (Frankreich) und Mérida (Spanien).

## Bekannte Schüler
- Gabriele Metzger (* 1959), Schauspielerin (Abitur)
- Sabina Pauen (* 1963), Entwicklungspsychologin und Hochschullehrerin (Abitur 1981)
- Annette Huber-Klawitter (* 1967), Mathematikerin (Abitur 1986)
- Jan Costin Wagner (* 1972), Schriftsteller (Abitur 1992)
- Marijana Marković (* 1982), Degenfechterin (Abitur 2001)